# Debbie Turner
Debbie Turner (Arcadia, Californië, 5 september 1956) is een Amerikaanse filmactrice die vooral bekend werd door haar rol als Marta von Trapp in The Sound of Music. In 1980 trouwde ze met Richard Larson en kreeg 4 dochters.
Na haar carrière als actrice werd ze professioneel skiester in Utah.

## Trivia
- Tijdens de opnames van de Sound of music vielen enkele melktanden uit. Die werden vervangen door neptanden.
- Voor The Show of Music (onderdeel van het kinderauditieprogramma Do Re WIE?, 2008) is zij speciaal overgekomen uit Amerika.